# Dua Lipa (песня)
«Dua Lipa» — песня американского рэпера Джека Харлоу из его второго альбома Come Home the Kids Miss You (2022). Она названа в честь британской певицы Дуа Липы.

## История
В интервью на радиошоу The Breakfast Club Харлоу заявил, что связался с Дуа Липой по FaceTime, чтобы получить ее разрешение на выпуск песни, которую он исполнил для нее, и что он не выпустил бы ее, если бы она не одобрила. По словам Харлоу, «но она сказала: „О, это не моя песня. Думаю, все в порядке“. Она была просто в замешательстве и просто оставила все как есть». Он добавил, что с тех пор его разговоры с ней стали «менее неловкими».
Песня также была предварительно показана за несколько дней до ее выхода 6 мая 2022 года в качестве трека с альбома Come Home the Kids Miss You
.

## Композиция
В песне Джек Харлоу читает рэп под трэп-ритм о своем желании создать отношения с Дуа Липой. Кроме того, он сравнивает свой взлет к славе с Арианой Гранде (также ссылаясь на ее песню «Thank U, Next»), упоминает о росте грудных мышц (с благодарностью своему личному тренеру) и сотрудничестве с Канье Уэстом. Он также упоминает игрока клуба НБА «Даллас Маверикс» Луку Дончича.

## Отзывы
AllMusic высоко оценил песню, назвав ее «задорной, софоморической забавой». Мэтью Штраус из Pitchfork дал более критичный отзыв о песне, написав: «…Харлоу просто включает имя мировой звезды в припев. Песня не имеет ничего общего с Дуа Липой; опять же, это своего рода заведомое подмигивание, которое становится хорошим поводом для таблоидов, но не обязательно хорошей музыкой. Если бы песня не называлась „Dua Lipa“, в ней не было бы ничего примечательного: ровный ритм и такие же ровные бары». Сравнивая ее с песней Харлоу «Tyler Herro», Штраус написал, что «„Dua Lipa“ — это, как бы это сказать, просто смутное возбуждение на главной».

## Чарты
| Чарт (2022)                        | Высшая позиция |
| ---------------------------------- | -------------- |
| Австралия (ARIA)                   | 13             |
| Канада (Canadian Hot 100)          | 13             |
| Дания (Tracklisten)                | 29             |
| Мир Global 200 (Billboard)         | 31             |
| Исландия (Plötutíðindi)            | 19             |
| Ирландия (IRMA)                    | 20             |
| Новая Зеландия (Recorded Music NZ) | 11             |
| Норвегия (VG-lista)                | 31             |
| Португалия (AFP)                   | 79             |
| Швеция (Sverigetopplistan)         | 56             |
| Швейцария (Schweizer Hitparade)    | 59             |
| Великобритания (UK Singles Chart)  | 33             |
| США Billboard Hot 100              | 21             |
| США Hot R&B/Hip-Hop Songs          | 8              |

## Сертификации
| Регион                                                                      | Сертификация | Продажи |
| --------------------------------------------------------------------------- | ------------ | ------- |
| США (RIAA)                                                                  | Золотой      | 500 000 |
| Данные о продажах + прослушиваниях приведены только на основе сертификации. |              |         |